# Jorge Semprún
Jorge Semprún Maura (Madrid, 10 de dezembro de 1923 - Paris, 7 de junho de 2011) foi um escritor, intelectual, político e roteirista cinematográfico espanhol, cuja obra foi escrita majoritariamente, em francês. 

## Biografia
Jorge Semprun pertenceu a uma família de classe alta. Neto do político conservador Antonio Maura, cinco vezes primeiro-ministro durante o reinado de Alfonso XIII. Seu pai era o intelectual republicano José María Semprún e Gurrea, professor e advogado, governador civil da província, no início da República.
Em 1939, após a Guerra Civil espanhola passada em Haia, onde seu pai era o embaixador da Espanha, sua família mudou-se para Paris onde, em 1941, Jorge começou a estudar filosofia na Universidade Sorbonne.
Durante a Segunda Guerra Mundial, com a França ocupada pela Alemanha nazista, Semprún combateu entre os partidários da resistência francesa, como o fizeram  muitos outros refugiados espanhóis, na França, depois da Guerra Civil espanhola. 
Ingressou em 1942 no Partido Comunista da Espanha (PCE). Em 1943, após ter sido denunciado, foi preso, torturado e, em seguida, deportado para o campo de concentração de Buchenwald, período que marcou a sua experiência mais tarde literária e política.
Após a sua libertação, foi saudado como herói em Paris, onde se estabeleceu.
De 1945 até 1952 trabalhou para a UNESCO; em 1952, passou a trabalhar permanentemente para o PCE, chegando a fazer parte do Comitê Central desde 1954 e do Comitê Executivo desde 1956. Dentro do partido, desenvolveu intensa atividade clandestina na Espanha com o nome de Federico Sánchez (entre outros).
Entre 1988 e 1991, foi nomeado Ministro de Cultura de España do governo socialista de Felipe González. 
Casado em segundas núpcias em 1949 com a actriz Loleh Bellon (deste matrimonio nasceu Jaime Semprún em 1947, também escritor) e em terceiras núpcias em 1963 com Colette Leloup

## Cinema
Célebre também como roteirista para cinema, foi indicado duas vezes ao Oscar de melhor roteiro original: por La Guerre est finie de 1968, e por seu filme mais conhecido, Z de 1970.

### Filmografia
- 1966 - Objectif 500 millions de Pierre Schoendoerffer.
- 1966 - La Guerre est finie de Alain Resnais.
- 1969 - Z de Costa-Gavras.
- 1970 - A Confissão de Costa-Gavras.
- 1972 - L’Attentat de Yves Boisset.
- 1974 - Les Deux Memoirs, documentário que também dirige.
- 1974 - Stavisky de Alain Resnais.
- 1975 - Section Spéciale de Costa-Gavras.
- 1976 - Une femme à sa fenêtre de Pierre Granier-Deferre.
- 1978 - Les Routes de Sud de Joseph Losey.
- 1983 - Les Desastres de la Guerre de Mario Camus. (Série de Tv)
- 1986 - Les Trottoirs de Saturne de Hugo Santiago.
- 1991 - Netchaiev est de Retour de Jacques Deray - adaptação da sua novela realizada por Dan Franck y Jacques Deray.
- 1995 - L’Affaire Dreyfuss de Yves Boisset (Série de TV).
- 1997 - K de Alexandre Arcady.
- 2009 - Ah, Ça C’est la Vie (minissérie com Claude Brasseur).
- 2011 -  Les Temps Du Silence, de Frank Approenderis.

### Prémios
- 1964 - Premio Formentor por El largo viaje.
- 1969 - Premio Fémina (França) por La segunda muerte de Ramón Mercader.
- 1977 - Premio Planeta por Autobiografía de Federico Sánchez.
- 1994 - Premio de la Paz del Comércio Librero Alemán (Feira do Livro de Frankfurt).
- 1994 - Premio Fémina Vacaresco por La escritura o la vida.
- 1997 - Premio libertad (Feira do livro de Jerusalem).
- 1999 - Premio Nonino.
- 2003 - X Premio Blanquerna (Catalunha).
- 2003 - Medalha Goethe (Instituto Goethe de Weimar).
- 2004 - Premio José Manuel Lara por Veinte años y un día.
- 2006 - Premio Annetje Fels-Kupferschmidt
- 2008 - Medalha de Ouro ao Mérito nas Belas Artes.